# 白団顕彰会
白団顕彰会とは、国共内戦において、台湾へ撤退後の中華民国政府軍を支援した「白団(旧日本軍将校を中心とする軍事顧問団)」の団員らに対する顕彰と、日本-台湾の友好深化を目的とした一般社団法人である。

## 活動
- 2014年4月　白団富田直亮閣下没後35周年慰霊祭開催。[2]
- 2015年4月　白団富田直亮閣下没後36周年慰霊祭開催。

## 役員構成
理事長 阿尾博政　特定非営利活動法人 日台経済人の会名誉会長
副理事長 阿尾正典　特定非営利活動法人 日台経済人の会副理事長
専務理事 松尾伸也　特定非営利活動法人 日台経済人の会理事長